# Station Bons-en-Chablais
Station Bons-en-Chablais is een spoorwegstation in de Franse gemeente Bons-en-Chablais.

## Treindiensten
| Serie | Treinsoort                | Route                                                                                            | Bijzonderheden |
| ----- | ------------------------- | ------------------------------------------------------------------------------------------------ | -------------- |
| L1    | Léman Express (CFF, SNCF) | Coppet – Genève-Cornavin – Annemasse (– Bons-en-Chablais – Thonon-les-Bains (– Évian-les-Bains)) |                |